# Брукберг (Нижня Баварія)
Брукберг (нім. Bruckberg) — громада в Німеччині, знаходиться в землі Баварія. Підпорядковується адміністративному округу Нижня Баварія. Входить до складу району Ландсгут.
Площа — 51,11 км2. Населення становить 5664 ос. (станом на 31 грудня 2020).